# Моряне (село)
Вижте пояснителната страница за други значения на Моряне.
Моряне е изчезнало село на територията на община Малко Търново в Странджа. Старото име на селото е Дингизово.
В 1913 г. турското население на селото се изселва след Междусъюзническата война. В селото се настаняват 40 семейства от останалото в Турция село Чаглаик.
В 1934 г. е преименувано на Моряне. По това време в него живеят 227 души. Към 1946 г. населението му е 278 души, а към 1956 г. – 125 души. Селото е официално заличено през 1959 г. поради обезлюдяване.